# 伊奧爾德凱亞努鄉
45°03′N 26°15′E / 45.050°N 26.250°E
伊奧爾德凱亞努鄉（羅馬尼亞語：Comuna Iordăcheanu, Prahova），是羅馬尼亞的鄉份，位於該國中南部，由普拉霍瓦縣負責管轄，面積55平方公里，海拔高度159米，2007年人口5,410，人口密度每平方公里99人。